# 산청 이요정
산청 이요정(山淸 二樂亭)은 대한민국 경상남도 산청군 생초면 노은리에 있는, 고려말 두문동 72현 중의 한 분인 농은 민안부 8대손인 이요당 민신국의 서당이다.
1983년 7월 20일 경상남도의 문화재자료 제55호 이요정으로 지정되었다가, 2018년 12월 20일 현재의 명칭으로 변경되었다.

## 개요
고려말 두문동 72현 중의 한 분인 농은 민안부 8대손인 이요당 민신국의 서당이다.
이요당은 선조 농은 선생의 ‘재물이 많고 사회적 지위가 높은 것은 뜬구름과 같이 인생의 덧없음으로 경계하라.’는 뜻의 ‘부귀부운계(富貴浮雲戒)’에 따라 노은마을에 은거하면서 조선 고종 11년(1874)에 지은 것이다.
건물은 앞면 5칸·옆면 1칸 반 규모이며, 지붕은 옆면에서 볼 때 여덟 팔(八)자 모양인 팔작지붕이다. 앞면에는 마루를 두었는데 앞면 기둥은 둥근기둥을 사용하였고, 건물 앞면에 ‘이요정’이라는 대원군의 친필 현판이 걸려 있다.

## 참고 문헌
- 산청 이요정 - 국가유산청 국가유산포털